# Leszek Koszytkowski
Leszek Jan Koszytkowski (ur. 5 listopada 1955 w Tropach Sztumskich, zm. 16 kwietnia 2024 w Sztumie) – polski archiwista i bibliotekarz, działacz opozycji w okresie PRL.

## Życiorys
Był synem Czesława (1921–1979) i Wandy (1924–2009) Koszytkowskich. W 1970 ukończył Szkołę Podstawową im. Franciszka Jujki w Starym Targu, w 1974 Liceum Ogólnokształcące w Sztumie, a w 1978 studia historyczne na Uniwersytecie Mikołaja Kopernika w Toruniu. Należał w latach 1966–1970 do Związku Harcerstwa Polskiego, a od 1974 do 1978 był członkiem Socjalistycznego Związku Studentów Polskich. W latach 1978–1981 pracował w Wojewódzkiej Bibliotece Publicznej w Elblągu. We wrześniu 1980 przystąpił do NSZZ „Solidarność”. Pełnił funkcje w MKZ „S”, m.in. w 1981 rzecznika prasowego. W tym samym roku był także m.in. redaktorem „Biuletynu Informacyjnego” Zarządu Regionu Elbląskiego „S”. Na początku okresu stanu wojennego działał w podziemnej grupie wraz z innymi byłymi pracownikami ZR. Był drukarzem ulotek, uczestniczył także w demonstracjach. Od 4 stycznia 1982 był internowany w Iławie, a od 15 czerwca do 9 grudnia tego samego roku w Kwidzynie. W czasie internowania uczestniczył w protestach, doznał także ciężkiego pobicia. Po zwolnieniu z pracy do 1984 pozostawał bez zatrudnienia, w Komendzie Wojewódzkiej MO nakłaniano go do emigracji. Od 1984 do 1985 pracował w malborskiej siedzibie Archiwum Państwowego w Elblągu. Następnie był (do 1987) m.in. redaktorem naczelnym i grafikiem „Biuletynie Regionu Elbląskiego «Solidarność»”, a także kolportował m.in. podziemne wydawnictwo „Głos”. W latach 1986–1990 zatrudniony był w Międzywojewódzkiej Usługowej Spółdzielni Inwalidów w Gdańsku, a od 1990 do 2005 pełnił funkcję prezesa zarządu Spółdzielni Usług Specjalistycznych Archiwista w Gdańsku. W 1990 uczestniczył w kampanii samorządowej Komitetu Obywatelskiego „Solidarność” w gminie Stary Targ. W 2007 został członkiem Stowarzyszenia Osób Represjonowanych i Poszkodowanych w latach 1980–1990 Regionu Elbląskiego. Od 2008 do przejścia na emeryturę w 2020 pełnił funkcję kolejno kierownika, a następnie (od 2014) dyrektora Gminnej Biblioteki Publicznej w Starym Targu. W wyborach samorządowych w 2018 bez powodzenia kandydował do rady powiatu sztumskiego z listy Prawa i Sprawiedliwości. Mieszkał w Tropach Sztumskich, zmarł 16 kwietnia 2024 w szpitalu w Sztumie. Cztery dni później pochowany na cmentarzu w Starym Targu.
W grudniu 2014 został odznaczony Krzyżem Kawalerskim Orderu Odrodzenia Polski za wybitne zasługi w działalności na rzecz przemian demokratycznych w Polsce. Dwa lata później odznaczono go także Krzyżem Wolności i Solidarności. W listopadzie 2010 otrzymał Medal Honorowy „W Uznaniu Zasług dla Powiatu Sztumskiego”.